# 外里海临时政府
外里海临时政府（俄语：Закаспийское временное правительство）是1918年7月至1919年7月苏俄内战期间里海东岸今土库曼斯坦地域的一个反共亲英政权。

## 历史
十月革命后，1917年11月30日，外里海州建立了苏维埃政权。1918年2月，土库曼人开始组建土库曼民族军。
1918年4月20日至5月1日，突厥斯坦边区苏维埃第五次代表大会在塔什干召开，通过了《突厥斯坦苏维埃联邦共和国条例》，所辖范围是突厥斯坦总督区统治的锡尔河州、撒马尔罕州、七河州、费尔干纳州、外里海州，首府塔什干。1918年6月17日至25日，第一届俄国共产党（布尔什维克）突厥斯坦地区代表大会在塔什干召开，成立了突厥斯坦共产党。
日益感到军事威胁的布尔什维克占多数的外里海州苏维埃向苏维埃突厥斯坦人民委员会主席费多尔·伊万诺维奇·柯列索夫寻求支持，并宣布1918年6月17日在俄罗斯人占优势的城镇举行人口统计。这遭到土库曼人的反对与暴乱。塔什干的苏维埃政权派出了弗若罗夫为首的赤卫队与契卡人员，6月24日到达阿什哈巴德并解除了土库曼骑兵队的武装，宣布军事管制，枪决了五名铁路工人请愿代表。 随后前往克孜尔-阿尔瓦特恢复布尔什维克的统治，被武装起来的当地铁路工人围攻击毙。1918年7月11日反布尔什维克的势力夺占了阿什哈巴德和克孜尔-阿尔瓦特。
1918年7月14日在外里海铁路工人中的孟什维克与社会革命党支持下组成了“突厥斯坦反布尔什维克同盟”，成立了以右翼社会革命党费奥多尔·安德烈亚诺维奇·冯济科夫为主席的“外里海州苏维埃临时执行委员会”，1918年8月19日，该政权与英国代表签署了条约，获得了英国与伊朗的支持。1918年8月威尔弗雷德·马勒森少将直接统帅英印军（称为马勒森远征军，包括第19旁遮普步兵团、第7轻骑兵团），以及外里海临时政府的军队（大约1000余人）首先在卡赫卡击败了红军（1918年8月28日至9月18日）。1918年10月14日，570名英印军通过刺刀战攻占了杜沙克。10月20日英印军追击乘火车退走的红军，攻占了捷詹，外里海军队继续东进占领了马雷。白军有两列装甲列车，而红军有三列。白军穿越布哈拉汗国向塔什干进军。突厥斯坦苏维埃军队从查尔朱反攻，与英军支持的白军在库什卡与梅尔夫对峙。

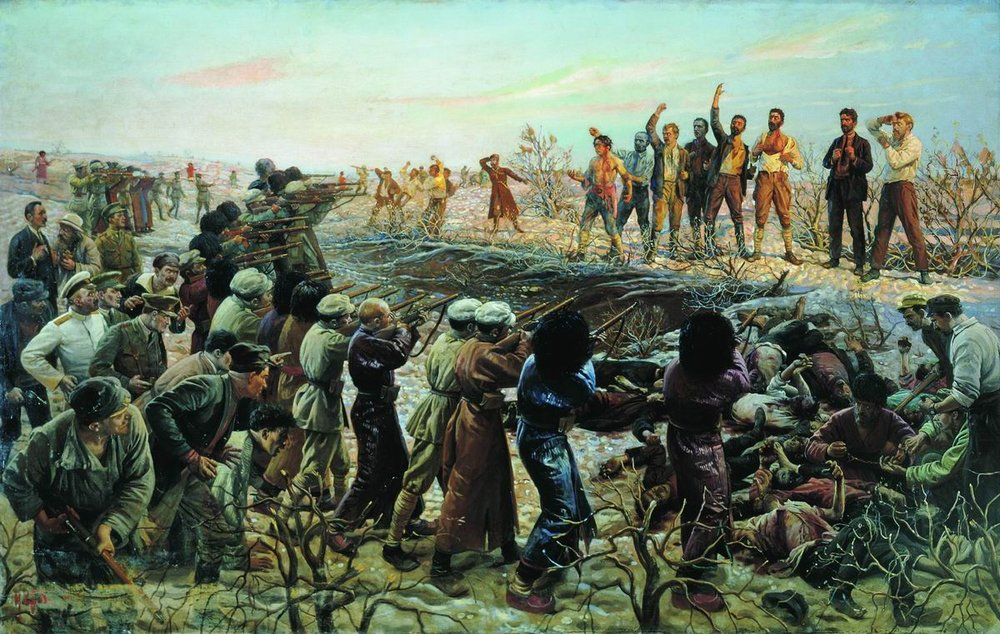
伊萨克·布罗茨基的“处决26名巴库公社委员”

1918年9月15日，外里海州苏维埃临时执行委员会扣押了从占领巴库的奥斯曼土耳其军队面前逃到克拉斯诺沃茨克的26名巴库公社委员；19日，外里海州苏维埃临时执行委员会在克拉斯诺沃茨克决定枪决26名巴库公社委员并于20日夜执行。 
1918年11月，外里海州苏维埃临时执行委员会改称外里海临时政府。
领导成员：
- {费奥多尔·冯济科夫, 右翼社会革命党铁路机车司机，委员会主席
- Vladimir Dhokov, 铁路工人
- D. Kurilov,铁路工人
- L. A. Zimen, 铁路工人与东方主义者 , 外交部长

1918年12月，外里海临时政府认为难以控制首府阿什哈巴德，遂请求英军进驻。威尔弗雷德·马勒森少将认为该政权对其军队与人民的控制十分薄弱。英方许诺的财政经济援助一直不兑现。导致当地人民示威抗议。1919年1月2日临时政府辞职。在英方联络代表雷金纳德·蒂格-琼斯操纵下组成了5人组成的“公共安全委员会”的新政府。1919年1月15日以腐败逮捕了冯济科夫。1919年1月22日创建了以邓尼金白军为骨干的土库曼白军。1919年3月，英印军开始撤出前线，至1919年4月5日所有950人完全撤出俄国。
1919年5月1日，土库曼白军有7000名步兵，2000名骑兵，受邓尼金的南俄罗斯白军管辖。苏俄红军突厥斯坦方面军于1919年5月21日占领拜拉姆阿里，5月23日占领梅尔夫，5月24日占领库什卡，7月7日占领捷詹，7月9日攻占首府阿什哈巴德。1919年10月19日，在Aydyn车站1000余人被围投降。1919年12月2日至7日，在卡赞吉克（Kazan-Jika）再次遭到严重损失。
1920年2月6日，最后残余从克拉斯诺沃茨克乘坐南俄白军里海区舰队的船只撤往达吉斯坦。